# Giro di Campania 1982
Il Giro di Campania 1982, cinquantesima edizione della corsa, si svolse il 30 marzo (oppure il 25 aprile) 1982 su un percorso di 249,5 km. La vittoria fu appannaggio dell'italiano Francesco Moser, che completò il percorso in 6h30'08", precedendo i connazionali Vittorio Algeri e Wladimiro Panizza. L'arrivo al traguardo fu a Pompei in prossimità della Basilica.  

## Ordine d'arrivo (Top 10)
| Pos. | Corridore         | Squadra                  | Tempo    |
| ---- | ----------------- | ------------------------ | -------- |
| 1    | Francesco Moser   | Famcucine-Campagnolo     | 6h30'08" |
| 2    | Vittorio Algeri   | Metauro Mobili-Pinarello | a 1'28"  |
| 3    | Wladimiro Panizza | Del Tongo-Colnago        | s.t.     |
| 4    | Alfio Vandi       | Selle San Marco          | s.t.     |
| 5    | Giuseppe Saronni  | Del Tongo-Colnago        | s.t.     |
| 6    | Giuseppe Petito   | Alfa Lum-Sauber          | s.t.     |
| 7    | Mario Beccia      | Hoonved-Bottecchia       | s.t.     |
| 8    | Jørgen Marcussen  | Termolan-Galli           | a 3'11"  |
| 9    | Salvatore Maccali | Alfa Lum-Sauber          | a 3'21"  |
| 10   | Pierino Gavazzi   | Atala-Campagnolo         | s.t.     |